# 238th Street
238th Street è una fermata della metropolitana di New York situata sulla linea IRT Broadway-Seventh Avenue. Nel 2019 è stata utilizzata da 1 204 095 passeggeri. È servita dalla linea 1, attiva 24 ore su 24.

## Storia
La stazione fu aperta il 1º agosto 1908.

## Strutture e impianti
La stazione è posta su un viadotto al di sopra di Broadway, ha due banchine laterali e tre binari, i due esterni per i treni locali e quello centrale per i treni espressi. Ognuna delle due banchine è dotata di un gruppo di tornelli, la banchina in direzione sud ha una scala che porta nell'angolo sud-ovest dell'incrocio con 238th Street, quella in direzione nord ne ha due che portano negli angoli nord-est e sud-est dello stesso incrocio.

## Interscambi
La stazione è servita da alcune autolinee gestite da NYCT Bus.
- Fermata autobus